# 里山資本主義
里山資本主義（さとやましほんしゅぎ）とは、藻谷浩介とNHK広島取材班の共著による著書・造語であり、また両者が提唱する、里山のような身近なところから水や食料・燃料を手に入れ続けられるネットワークを用意しておこうという思想のことである。
2013年7月に発売された『里山資本主義 日本経済は「安心の原理」で動く』が反響を呼び、発売3ヶ月で16万部を突破、作家の佐藤優や歌手の加藤登紀子が推薦し、首都圏だけでなく本の舞台となった中国山地など全国で売れている。
2014年の時点で、日本の貿易赤字を悲観している。また、日本は、1人当たりのGDPが世界20位以内の水準であり、失業率も先進国で最低水準であるため、経済成長という刹那的な「マネー資本主義」に陥ってはいけないとしている。

## 概念
藻谷浩介が唱える里山資本主義は、「マネー資本主義」の対義語として作られた。藻谷は「お金が乏しくなっても水と食料と燃料が手に入り続ける仕組み、いわば安心安全のネットワークを、あらかじめ用意しておこうという実践」であると述べ、また「安心のネットワークとお金が地域内を循環するのが「さとやま」であり、これが未来をつくるサブシステムである」と述べている。ただし、里山資本主義は、マネー資本主義の否定では決してなく、都会よりも田舎暮らしのほうがいいという単純な話ではないとしている。また、藻谷は「里山資本主義の考え方は、現在のマネー経済だけでなく、日本社会が抱える地域の過疎化、少子化と急激な高齢化という問題を克服する可能性も秘めている」「普通に真面目で根気のある人が、手を抜きながら生きていける社会が、里山にはある。里山の暮らし方は世界に通用する」と述べている。

## 様々な普及団体
「里山コンソーシアム」は末松弥奈子（ジャパンタイムズ代表取締役会長）を代表とする。同組織は、各地の里山資本主義の実践者たちを支援し、その活動を国内外に紹介してきた。発足から2年がたった今、これからの実践者にとって、よすがとなるような記録と考察を残したいという思いのもとにスタートしたのが、本書のプロジェクトである。
日本古来・自然由来の資源に、地域で暮らす人々の手によって新たに交換可能な価値を与え、安心で将来性のある地域社会をつくる里山資本主義のビジョンの実現に向け実践者を支援するとともに、創刊120年余の歴史を持つジャパンタイムズの紙面・Webサイトや取材網を活用し、日本の地方創生「Satoyama」を通じて発信している。

## 里山資本主義の実践と取り組みの一例
木の燃料利用
石油缶を再生利用したことをきっかけに発明された、手作りのエコストーブ。少量の木切れを完全燃焼させ、煮炊きと暖房を兼ねる。
木質バイオマスペレットによる発電
集成材工場の副産物(産業廃棄物)である木屑をペレットに成型し専用ボイラーで燃やすと、効率の高い発電が実現できる。岡山県真庭市では、ペレットは灯油の半額で販売され、電力の1割は木から発電される。
耕作放棄地活用
耕作放棄地には、先人が耕した肥沃な土壌資源と、引水インフラがすでに整えられている。国内各所では、土壌を活かした青果栽培や放牧など、放棄地に新たな活路を見出し様々な利用がなされている。